# 6518 Vernon
6518 Vernon è un asteroide della fascia principale. Scoperto nel 1990, presenta un'orbita caratterizzata da un semiasse maggiore pari a 2,5922474 UA e da un'eccentricità di 0,3019844, inclinata di 13,74110° rispetto all'eclittica.